# Altenberg (Sajonia)
Altenberg (pronunciación en alemán: /ˈaltn̩ˌbɛʁk/ⓘ) es una ciudad de Sajonia, Alemania localizada en los Montes Metalíferos sobre la carretera federal B 170 entre las ciudades de Dresde y Praga. Se encuentra a solo 5 kilómetros de la frontera con la República Checa.

## Historia

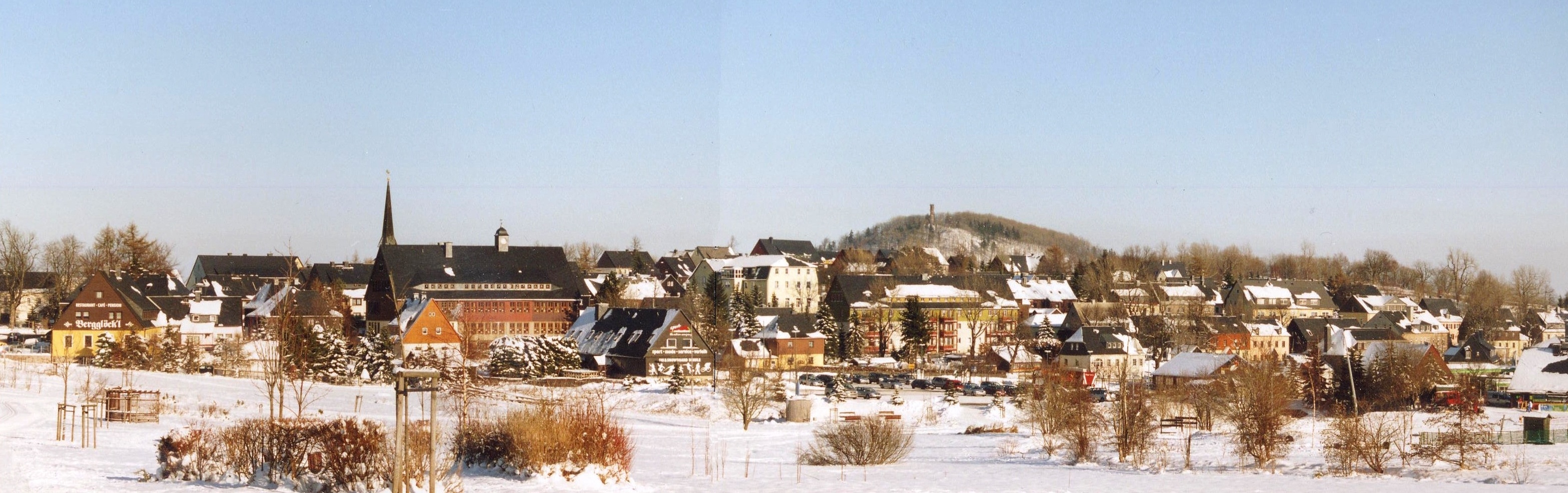
Panorama de Altenberg.

Altenberg fue fundada en 1440 como un campamento para mineros luego que fuese descubierto estaño en el área. Debido a la riqueza de este yacimiento se desarrolló rápidamente pasando a ser el campamento minero más importante de los Montes Metalíferos del oeste. En 1451 se le concedió el derecho de ciudad y de mercado libre. En 1489 Altenberg es mencionada en manuscritos como uf dem Aldenberge y en 1534 como zum Aldenbergk. El significado del nombre es Monte Viejo. Hasta comienzos de siglo XX la minería fue la principal actividad económica de la ciudad. En los siglos XVIII y XIX se desarrolló también la industria de los juguetes de madera.
Debido a su localización, con nieve segura durante el invierno y fácil acceso, Altenberg se desarrolló en la primera mitad del siglo XX como un centro de deportes invernales. En 1937 los campeonatos nacionales de esquí se llevaron a cabo en la ciudad.
El 10 de mayo de 1945, dos días después del final oficial de la Segunda Guerra Mundial, el 75% del centro de la ciudad fue destruido por aviones de la Fuerza Aérea Soviética que aún hostilizaban a las tropas alemanas en retirada de Bohemia.
En la posguerra, a partir de 1950, la ciudad se desarrolló como spa y centro de deportes invernales. La actividad minera fue decayendo hasta finalmente ser completamente clausurada en 1991. Hoy en día la ciudad cuenta con un importante museo de minería.

### Evolución demográfica
Como muchas ciudades del Este de Alemania, la población de Altenberg ha decrecido desde la reunificación alemana.
| hasta 1899 - 1550 - 1.341 - 1697 - 1.104 - 1792 - 1.365 - 1801 - 1.374 - 1815 - 1.378 - 1834 - 1.913 - 1871 - 2.352 - 1890 - 1.888 | 1900 a 1999 - 1910 - 1.836 - 1925 - 1.740 - 1939 - 2.032 - 1946 - 1.796 - 1960 - 2.314 - 1964 - 2.389 - 1970 - 2.490 - 1990 - 8.046 - 1995 - 7.623 - 1996 - 7.616 - 1997 - 7.531 - 1998 - 7.422 - 1999 - 7.250 | 2000 a 2006 - 2000 - 7.077 - 2001 - 6.880 - 2002 - 6.598 - 2003 - 6.395 - 2004 - 6.312 - 2005 - 6.162 - 2006 - 5.890 |

## Infraestructura deportiva

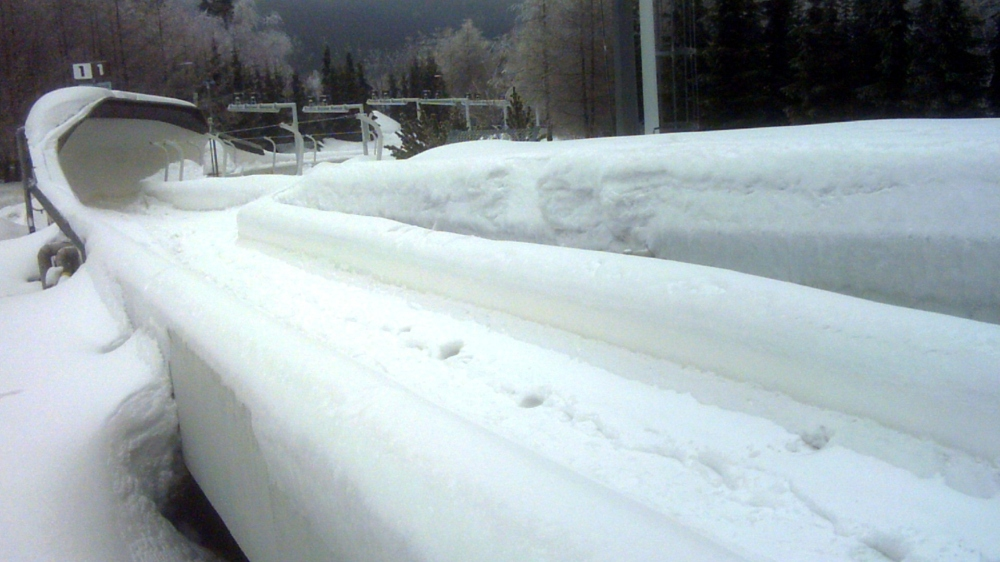
Pista de Bob y Luge de Altenberg.

Altenberg cuenta con una pista artificial refrigerada de luge, skeleton y bobsleigh de 1.413 metros de longitud y 17 curvas. Varios campeonatos nacionales, europeos y mundiales han sido llevados a cabo en esta pista. En el área también se practica el esquí, el esquí de fondo y el biatlón en diversas pistas.